# Adela Styczyńska
Adela Styczyńska (ur. 7 listopada 1923 w Wilnie, zm. 14 listopada 2018 w Łodzi) – polska filolog angielska, literaturoznawczyni, profesor nauk humanistycznych (1988).

## Życiorys
Przed II wojną światową była uczennicą Gimnazjum im. Elizy Orzeszkowej w Wilnie, następnie uczestniczyła w tajnym nauczaniu; egzamin dojrzałości złożyła w 1945 przed Państwową Komisją Weryfikacyjną w Bydgoszczy, następnie podjęła studia z zakresu filologii angielskiej na Uniwersytecie Mikołaja Kopernika w Toruniu (w pierwszym roczniku powojennym). Od 1946 była równocześnie asystentem w Katedrze Filologii Angielskiej, a także studiowała równolegle filologię romańską. Studia anglistyczne ukończyła w 1950, broniąc pracy The Dramatic Structures of Conrad’s Novels. Po likwidacji katedry w 1951 pracowała na UMK jako lektor języka angielskiego, na Wydziale Humanistycznym, Wydziale Matematyczno-Fizyczno-Chemicznym i Wydziale Sztuk Pięknych UMK. W 1965 obroniła na Uniwersytecie Łódzkim pracę doktorską The Realism of Thomas Hardy’s Novels napisaną pod kierunkiem Witolda Ostrowskiego. Od 1966 pracowała jako starszy wykładowca na Uniwersytecie Łódzkim. W latach 1968–1969 korzystała ze stypendium Fulbrighta, studiowała na State University of New York w Stonybrook. W 1976 uzyskała na Uniwersytecie Łódzkim stopień doktora habilitowanego na podstawie pracy The Art of Henry James’s Nouvelle – Study of Theme and Form i następnie została mianowana docentem. W latach 1981–1983 i 1987-1988 kierowała Katedrą Literatury Angielskiej i Amerykańskiej, w latach 1986-1987 była kuratorem Zakładu Językoznawstwa Stosowanego. W 1988 otrzymała tytuł naukowy profesora nauk humanistycznych. Poza pracą doktorską i pracą habilitacyjną wydała także monografię Dickens the Moralist and Artist. The Novels of 1850-1860 (1988). W 1994 przeszła na emeryturę.
Od 1965 była członkiem Towarzystwa Naukowego w Toruniu, od 1981 Łódzkiego Towarzystwa Naukowego.
W 1973 została odznaczona Złotym Krzyżem Zasługi, w 1984 Krzyżem Kawalerskim Orderu Odrodzenia Polski.
Zmarła 14 listopada 2018 w Łodzi.